# Дон Майц
Дон Майц (англ. Don Maitz; нар. 10 червня 1953) — американський художник-фантаст, автор зображень фентезі та комерційний художник. Він двічі вигравав премію Г'юго як найкращий професійний художник, найвищу нагороду для художника в галузі наукової фантастики. Його колеги в Асоціації художників наукової фантастики та фентезі десять разів нагороджували його нагородою Чеслі за видатні досягнення, а також він отримав срібну медаль передового досвіду від американського Товариства ілюстраторів.
Уродженець Плейнвіля, штат Коннектикут, він є випускником Школи мистецтв Пайєра 1975 року. Його мистецтво прикрашало обкладинки книг Айзека Азімова, Рея Бредбері, Керолайн Черрі, Стівена Кінга, Джина Вулфа, Майкла Муркока та Реймонда Файста та інших. Було опубліковано дві збірки його робіт, Dreamquests: The Art of Don Maitz та First Maitz. Він також створив персонаж «Капітан» бренду рому «Captain Morgan».
Майц живе у Флориді зі своєю дружиною, письменницею фентезі та художницею Дженні Вьорц.

## Жанри
Роботи Майца охоплюють широкий спектр фентезі та наукової фантастики та навіть жахів. Він також намалював велику колекцію піратів, включаючи пірата на етикетках рому Captain Morgan.

## Опубліковані твори
Дон Майц опублікував дві книги, в яких представлено його власні твори, під назвою Перший Майц і Квести сновидінь: Мистецтво Дона Мейца. У 1994 та 1996 роках видавнича група Friedlander Publishing Group випустила два набори з 90 карток, у кожному з яких було п'ять карток «гонитва».
Майтц також був включений до першої книги серії, присвяченої художникам, які публікуються у сфері фентезі. Ця книга «Майстри фентезі-мистецтва: найкращі художники фентезі та наукової фантастики показують, як вони працюють».

### Перший Майц
Перший Майтц був опублікований у 1988 році. Детальний огляд роботи художника, його техніки, натхнення та ескізи від початку до завершення картини.

### Квести сновидінь: Мистецтво Дона Мейца
Опублікований у 1993 році, Дрімквестс є збіркою творів Майца. Реймонд Е. Файст дає вступ, Майц висловлює кілька думок, а потім йдуть сторінки й сторінки чудових зображень із глосарієм у кінці, щоб дати назву зображенню та місце його використання — обкладинка книги, обкладинка журналу тощо.

## Рейдерські партії
Рейдерські партії — це карткова гра на тему піратів, на кожній картці якої зображено малюнок Майца.